# 海德山麓霍尔茨豪森
海德山麓霍尔茨豪森是德国莱茵兰-普法尔茨州的一个市镇。总面积8.47平方公里，总人口1201人，其中男性617人，女性584人（2011年12月31日），人口密度142人/平方公里。